# قلعه‌نو علیرضابیک
قلعه‌نو علیرضابیک یا قلعه‌نو روستایی در دهستان فضل بخش مرکزی شهرستان نیشابور استان خراسان رضوی ایران است.

## جمعیت
بر پایه سرشماری عمومی نفوس و مسکن در سال ۱۳۹۵ جمعیت این روستا ۲۲۷ نفر (۶۸خانوار) بوده‌است.